# Campionati del mondo di ciclismo su strada - Corsa in linea maschile Elite

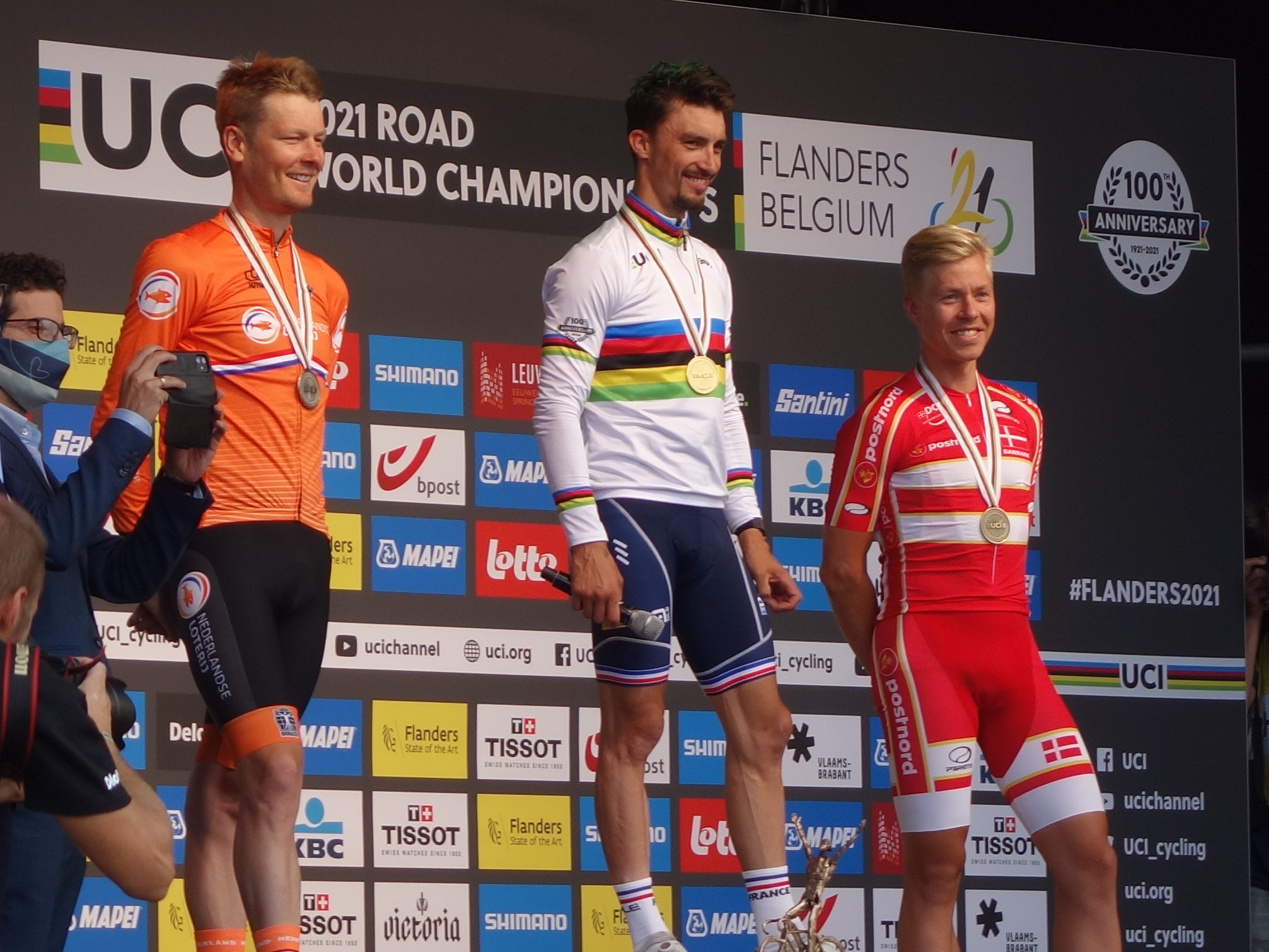
Il podio dell'edizione 2021

La gara in linea maschile Élite è una delle prove disputate durante i campionati del mondo di ciclismo su strada. Si tenne per la prima volta nel 1927, ed era riservata ai professionisti. Rimase tale fino all'edizione di Agrigento nel 1994, quando, con la riforma delle categorie voluta dall'Unione Ciclistica Internazionale, la prova venne aperta ai ciclisti della nuova categoria Élite.

## Albo d'oro
Aggiornato all'edizione 2024.
| Anno    | Vincitore                                           | Secondo                                             | Terzo                                               |
| ------- | --------------------------------------------------- | --------------------------------------------------- | --------------------------------------------------- |
| 1927    | Alfredo Binda                                       | Costante Girardengo                                 | Domenico Piemontesi                                 |
| 1928    | Georges Ronsse                                      | Herbert Nebe                                        | Bruno Wolke                                         |
| 1929    | Georges Ronsse                                      | Nicolas Frantz                                      | Alfredo Binda                                       |
| 1930    | Alfredo Binda                                       | Learco Guerra                                       | Georges Ronsse                                      |
| 1931    | Learco Guerra                                       | Ferdinand Le Drogo                                  | Albert Büchi                                        |
| 1932    | Alfredo Binda                                       | Remo Bertoni                                        | Nicolas Frantz                                      |
| 1933    | Georges Speicher                                    | Antonin Magne                                       | Marinus Valentijn                                   |
| 1934    | Karel Kaers                                         | Learco Guerra                                       | Gustave Danneels                                    |
| 1935    | Jean Aerts                                          | Luciano Montero                                     | Gustave Danneels                                    |
| 1936    | Antonin Magne                                       | Aldo Bini                                           | Theo Middelkamp                                     |
| 1937    | Éloi Meulenberg                                     | Emil Kijewski                                       | Paul Egli                                           |
| 1938    | Marcel Kint                                         | Paul Egli                                           | Leo Amberg                                          |
| 1939-45 | non disputata a causa della Seconda guerra mondiale | non disputata a causa della Seconda guerra mondiale | non disputata a causa della Seconda guerra mondiale |
| 1946    | Hans Knecht                                         | Marcel Kint                                         | Rik Van Steenbergen                                 |
| 1947    | Theo Middelkamp                                     | Albert Sercu                                        | Jef Janssen                                         |
| 1948    | Alberic Schotte                                     | Apo Lazaridès                                       | Lucien Teisseire                                    |
| 1949    | Rik Van Steenbergen                                 | Ferdi Kübler                                        | Fausto Coppi                                        |
| 1950    | Alberic Schotte                                     | Theo Middelkamp                                     | Ferdi Kübler                                        |
| 1951    | Ferdi Kübler                                        | Fiorenzo Magni                                      | Antonio Bevilacqua                                  |
| 1952    | Heinz Müller                                        | Gottfried Weilenmann                                | Ludwig Hörmann                                      |
| 1953    | Fausto Coppi                                        | Germain Derijcke                                    | Stan Ockers                                         |
| 1954    | Louison Bobet                                       | Fritz Schär                                         | Charly Gaul                                         |
| 1955    | Stan Ockers                                         | Jean-Pierre Schmitz                                 | Germain Derijcke                                    |
| 1956    | Rik Van Steenbergen                                 | Rik Van Looy                                        | Gerrit Schulte                                      |
| 1957    | Rik Van Steenbergen                                 | Louison Bobet                                       | André Darrigade                                     |
| 1958    | Ercole Baldini                                      | Louison Bobet                                       | André Darrigade                                     |
| 1959    | André Darrigade                                     | Michele Gismondi                                    | Noël Foré                                           |
| 1960    | Rik Van Looy                                        | André Darrigade                                     | Pino Cerami                                         |
| 1961    | Rik Van Looy                                        | Nino Defilippis                                     | Raymond Poulidor                                    |
| 1962    | Jean Stablinski                                     | Seamus Elliott                                      | Jos Hoevenaers                                      |
| 1963    | Benoni Beheyt                                       | Rik Van Looy                                        | Jo de Haan                                          |
| 1964    | Jan Janssen                                         | Vittorio Adorni                                     | Raymond Poulidor                                    |
| 1965    | Tom Simpson                                         | Rudi Altig                                          | Roger Swerts                                        |
| 1966    | Rudi Altig                                          | Jacques Anquetil                                    | Raymond Poulidor                                    |
| 1967    | Eddy Merckx                                         | Jan Janssen                                         | Ramón Sáez                                          |
| 1968    | Vittorio Adorni                                     | Herman Van Springel                                 | Michele Dancelli                                    |
| 1969    | Harm Ottenbros                                      | Julien Stevens                                      | Michele Dancelli                                    |
| 1970    | Jean-Pierre Monseré                                 | Leif Mortensen                                      | Felice Gimondi                                      |
| 1971    | Eddy Merckx                                         | Felice Gimondi                                      | Cyrille Guimard                                     |
| 1972    | Marino Basso                                        | Franco Bitossi                                      | Cyrille Guimard                                     |
| 1973    | Felice Gimondi                                      | Freddy Maertens                                     | Luis Ocaña                                          |
| 1974    | Eddy Merckx                                         | Raymond Poulidor                                    | Mariano Martínez                                    |
| 1975    | Hennie Kuiper                                       | Roger De Vlaeminck                                  | Jean-Pierre Danguillaume                            |
| 1976    | Freddy Maertens                                     | Francesco Moser                                     | Costantino Conti                                    |
| 1977    | Francesco Moser                                     | Dietrich Thurau                                     | Franco Bitossi                                      |
| 1978    | Gerrie Knetemann                                    | Francesco Moser                                     | Jørgen Marcussen                                    |
| 1979    | Jan Raas                                            | Dietrich Thurau                                     | Jean-René Bernaudeau                                |
| 1980    | Bernard Hinault                                     | Gianbattista Baronchelli                            | Juan Fernández Martín                               |
| 1981    | Freddy Maertens                                     | Giuseppe Saronni                                    | Bernard Hinault                                     |
| 1982    | Giuseppe Saronni                                    | Greg LeMond                                         | Sean Kelly                                          |
| 1983    | Greg LeMond                                         | Adrie van der Poel                                  | Stephen Roche                                       |
| 1984    | Claude Criquielion                                  | Claudio Corti                                       | Steve Bauer                                         |
| 1985    | Joop Zoetemelk                                      | Greg LeMond                                         | Moreno Argentin                                     |
| 1986    | Moreno Argentin                                     | Charly Mottet                                       | Giuseppe Saronni                                    |
| 1987    | Stephen Roche                                       | Moreno Argentin                                     | Juan Fernández Martín                               |
| 1988    | Maurizio Fondriest                                  | Martial Gayant                                      | Juan Fernández Martín                               |
| 1989    | Greg LeMond                                         | Dmitrij Konyšev                                     | Sean Kelly                                          |
| 1990    | Rudy Dhaenens                                       | Dirk De Wolf                                        | Gianni Bugno                                        |
| 1991    | Gianni Bugno                                        | Steven Rooks                                        | Miguel Indurain                                     |
| 1992    | Gianni Bugno                                        | Laurent Jalabert                                    | Dmitrij Konyšev                                     |
| 1993    | Lance Armstrong                                     | Miguel Indurain                                     | Olaf Ludwig                                         |
| 1994    | Luc Leblanc                                         | Claudio Chiappucci                                  | Richard Virenque                                    |
| 1995    | Abraham Olano                                       | Miguel Indurain                                     | Marco Pantani                                       |
| 1996    | Johan Museeuw                                       | Mauro Gianetti                                      | Michele Bartoli                                     |
| 1997    | Laurent Brochard                                    | Bo Hamburger                                        | Léon van Bon                                        |
| 1998    | Oscar Camenzind                                     | Peter Van Petegem                                   | Michele Bartoli                                     |
| 1999    | Óscar Freire                                        | Markus Zberg                                        | Jean-Cyril Robin                                    |
| 2000    | Romāns Vainšteins                                   | Zbigniew Spruch                                     | Óscar Freire                                        |
| 2001    | Óscar Freire                                        | Paolo Bettini                                       | Andrej Hauptman                                     |
| 2002    | Mario Cipollini                                     | Robbie McEwen                                       | Erik Zabel                                          |
| 2003    | Igor Astarloa                                       | Alejandro Valverde                                  | Peter Van Petegem                                   |
| 2004    | Óscar Freire                                        | Erik Zabel                                          | Luca Paolini                                        |
| 2005    | Tom Boonen                                          | Alejandro Valverde                                  | Anthony Geslin                                      |
| 2006    | Paolo Bettini                                       | Erik Zabel                                          | Alejandro Valverde                                  |
| 2007    | Paolo Bettini                                       | Aleksandr Kolobnev                                  | Stefan Schumacher                                   |
| 2008    | Alessandro Ballan                                   | Damiano Cunego                                      | Matti Breschel                                      |
| 2009    | Cadel Evans                                         | Aleksandr Kolobnev                                  | Joaquim Rodríguez                                   |
| 2010    | Thor Hushovd                                        | Matti Breschel                                      | Allan Davis                                         |
| 2011    | Mark Cavendish                                      | Matthew Goss                                        | André Greipel                                       |
| 2012    | Philippe Gilbert                                    | Edvald Boasson Hagen                                | Alejandro Valverde                                  |
| 2013    | Rui Costa                                           | Joaquim Rodríguez                                   | Alejandro Valverde                                  |
| 2014    | Michał Kwiatkowski                                  | Simon Gerrans                                       | Alejandro Valverde                                  |
| 2015    | Peter Sagan                                         | Michael Matthews                                    | Ramūnas Navardauskas                                |
| 2016    | Peter Sagan                                         | Mark Cavendish                                      | Tom Boonen                                          |
| 2017    | Peter Sagan                                         | Alexander Kristoff                                  | Michael Matthews                                    |
| 2018    | Alejandro Valverde                                  | Romain Bardet                                       | Michael Woods                                       |
| 2019    | Mads Pedersen                                       | Matteo Trentin                                      | Stefan Küng                                         |
| 2020    | Julian Alaphilippe                                  | Wout Van Aert                                       | Marc Hirschi                                        |
| 2021    | Julian Alaphilippe                                  | Dylan van Baarle                                    | Michael Valgren                                     |
| 2022    | Remco Evenepoel                                     | Christophe Laporte                                  | Michael Matthews                                    |
| 2023    | Mathieu van der Poel                                | Wout Van Aert                                       | Tadej Pogačar                                       |
| 2024    | Tadej Pogačar                                       | Ben O'Connor                                        | Mathieu van der Poel                                |

## Medagliere
Aggiornato al 2024.
| Pos.   | Nazione       | Oro | Argento | Bronzo | Totale |
| ------ | ------------- | --- | ------- | ------ | ------ |
| 1      | Belgio        | 27  | 13      | 12     | 52     |
| 2      | Italia        | 19  | 21      | 16     | 56     |
| 3      | Francia       | 10  | 13      | 15     | 38     |
| 4      | Paesi Bassi   | 8   | 5       | 7      | 20     |
| 5      | Spagna        | 6   | 6       | 12     | 24     |
| 6      | Svizzera      | 3   | 6       | 6      | 15     |
| 7      | Stati Uniti   | 3   | 2       | 0      | 5      |
| 8      | Slovacchia    | 3   | 0       | 0      | 3      |
| 9      | Germania      | 2   | 7       | 6      | 15     |
| 10     | Gran Bretagna | 2   | 1       | 0      | 3      |
| 11     | Australia     | 1   | 5       | 3      | 9      |
| 12     | Danimarca     | 1   | 3       | 3      | 7      |
| 13     | Irlanda       | 1   | 1       | 3      | 5      |
| 14     | Norvegia      | 1   | 2       | 0      | 3      |
| 15     | Polonia       | 1   | 1       | 0      | 2      |
| 16     | Slovenia      | 1   | 0       | 2      | 3      |
| 17     | Lettonia      | 1   | 0       | 0      | 1      |
| 17     | Portogallo    | 1   | 0       | 0      | 1      |
| 19     | Russia        | 0   | 3       | 1      | 4      |
| 20     | Lussemburgo   | 0   | 2       | 2      | 4      |
| 21     | Canada        | 0   | 0       | 2      | 2      |
| 22     | Lituania      | 0   | 0       | 1      | 1      |
| Totale | Totale        | 91  | 91      | 91     | 273    |

## Medagliere individuale
| Pos. | Vincitore            | Oro | anni             | Argento | anni       | Bronzo | anni                   |
| ---- | -------------------- | --- | ---------------- | ------- | ---------- | ------ | ---------------------- |
| 1    | Alfredo Binda        | 3   | 1927, 1930, 1932 | 0       |            | 1      | 1929                   |
| 1    | Óscar Freire         | 3   | 1999, 2001, 2004 | 0       |            | 1      | 2000                   |
| 1    | Rik Van Steenbergen  | 3   | 1949, 1956, 1957 | 0       |            | 1      | 1946                   |
| 4    | Eddy Merckx          | 3   | 1967, 1971, 1974 | 0       |            | 0      |                        |
| 4    | Peter Sagan          | 3   | 2015, 2016, 2017 | 0       |            | 0      |                        |
| 6    | Greg LeMond          | 2   | 1983, 1989       | 2       | 1982, 1985 | 0      |                        |
| 6    | Rik Van Looy         | 2   | 1960, 1961       | 2       | 1956, 1963 | 0      |                        |
| 8    | Paolo Bettini        | 2   | 2006, 2007       | 1       | 2001       | 0      |                        |
| 8    | Freddy Maertens      | 2   | 1976, 1981       | 1       | 1973       | 0      |                        |
| 10   | Gianni Bugno         | 2   | 1991, 1992       | 0       |            | 1      | 1990                   |
| 10   | Georges Ronsse       | 2   | 1928, 1929       | 0       |            | 1      | 1930                   |
| 12   | Alberic Schotte      | 2   | 1948, 1950       | 0       |            | 0      |                        |
| 12   | Julian Alaphilippe   | 2   | 2020, 2021       | 0       |            | 0      |                        |
| 14   | Alejandro Valverde   | 1   | 2018             | 2       | 2003, 2005 | 4      | 2006, 2012, 2013, 2014 |
| 15   | Louison Bobet        | 1   | 1954             | 2       | 1957, 1958 | 0      |                        |
| 15   | Learco Guerra        | 1   | 1931             | 2       | 1930, 1934 | 0      |                        |
| 15   | Francesco Moser      | 1   | 1977             | 2       | 1976, 1978 | 0      |                        |
| 18   | André Darrigade      | 1   | 1959             | 1       | 1960       | 2      | 1957, 1958             |
| 19   | Moreno Argentin      | 1   | 1986             | 1       | 1987       | 1      | 1985                   |
| 19   | Felice Gimondi       | 1   | 1973             | 1       | 1971       | 1      | 1970                   |
| 19   | Ferdi Kübler         | 1   | 1951             | 1       | 1949       | 1      | 1950                   |
| 19   | Theo Middelkamp      | 1   | 1947             | 1       | 1950       | 1      | 1936                   |
| 19   | Giuseppe Saronni     | 1   | 1982             | 1       | 1981       | 1      | 1986                   |
| 24   | Vittorio Adorni      | 1   | 1968             | 1       | 1964       | 0      |                        |
| 24   | Rudi Altig           | 1   | 1966             | 1       | 1965       | 0      |                        |
| 24   | Mark Cavendish       | 1   | 2011             | 1       | 2016       | 0      |                        |
| 24   | Jan Janssen          | 1   | 1964             | 1       | 1967       | 0      |                        |
| 24   | Marcel Kint          | 1   | 1938             | 1       | 1946       | 0      |                        |
| 24   | Antonin Magne        | 1   | 1936             | 1       | 1933       | 0      |                        |
| 30   | Tom Boonen           | 1   | 2005             | 0       |            | 1      | 2016                   |
| 30   | Fausto Coppi         | 1   | 1953             | 0       |            | 1      | 1949                   |
| 30   | Bernard Hinault      | 1   | 1980             | 0       |            | 1      | 1981                   |
| 30   | Stan Ockers          | 1   | 1955             | 0       |            | 1      | 1953                   |
| 30   | Stephen Roche        | 1   | 1987             | 0       |            | 1      | 1983                   |
| 30   | Mathieu van der Poel | 1   | 2023             | 0       |            | 1      | 2024                   |
| 30   | Tadej Pogačar        | 1   | 2024             | 0       |            | 1      | 2023                   |
| 37   | Remco Evenepoel      | 1   | 2022             | 0       |            | 0      |                        |